# Hypomenitis theudelinda
Hypomenitis theudelinda is een vlinder uit de familie Nymphalidae. De wetenschappelijke naam van de soort is voor het eerst geldig gepubliceerd in 1860 door William Chapman Hewitson.